# Chavençon
Chavençon är en kommun i departementet Oise i regionen Hauts-de-France i norra Frankrike. Kommunen ligger i kantonen Méru som tillhör arrondissementet Beauvais. År 2022 hade Chavençon 162 invånare.

## Befolkningsutveckling
Antalet invånare i kommunen Chavençon
| Referens: INSEE |